# Vladičin Han
Vladičin Han (v srbské cyrilici Владичин Хан) je město v jižní části Srbska. Patří k menším městům; v roce 2002 měl 8 030 obyvatel. Administrativně je součástí Pčinjského okruhu.
Samo město se nachází na významné dopravní spojnici mezi městy Niš a Skopje (v Severní Makedonii). Má proto dobré jak silniční, tak i železniční spojení. Město je sevřeno údolím řeky Jižní Morava, která představuje jeho přirozenou osu.
Nedaleko od města se také nachází tzv. Preševská dolina, Albánci osídlené území centrálního Srbska.
Opština Vladičin Han, která zahrnuje kromě města dalších 51 sídel (většinou vesnic) měla v roce 2002 celkem okolo 24 000 obyvatel.

## Historie
Vladičin Han patří k mladším městům v Srbsku; poprvé je zmiňován až v 19. století. Svůj název má podle osamělého domu; zájezdního hostince (hanu). Jako vesnice je uváděn v roce 1887. Po zbudování trati Niš–Skopje v 80. letech 20. století začal dynamický rozvoj malé osady. V roce 1895 zde žilo již 325 lidí, roku 1921 získal Vladičin Han statut města. Nedaleko od města byl zbudován kamenolom, v roce 1938 bylo město napojeno na elektrickou síť.
Během druhé světové války byl Vladičin Han okupován bulharskou armádou. Dne 8. září 1944 bylo město osvobozeno partyzánskou armádou. V roce 1948 zde žilo 1262 obyvatel. Další ekonomický rozvoj byl proveden po válce, v 50. a 60. letech získalo město moderní územní plány, které umožnily vznik městských domů a jeho rozvoj do současné podoby. V 21. století byla přes město budována dálnice a most, který se stane po svém dokončení novou dominantou města.